# Bajo (voz)

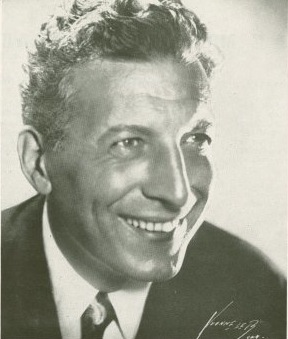
Un ejemplo de este tipo de voz fue Ezio Pinza.

Un bajo (del latín bassus: ‘grave, bajo’) es un cantante con la voz masculina más grave, con un timbre muy oscuro.
En ópera un bajo es un cantante masculino capaz de alcanzar el rango más grave de la voz humana.

## Tesitura

Teclado de piano indicando la tesitura de bajo típico.

Según el Harvard Dictionary of Music, la tesitura de bajo va desde un
E2 hasta un C4, y según el Grove Music va desde un F2 hasta un E4. Sin embargo, es ampliamente conocido en el mundo operístico que un bajo debe dar como mínimo el F4, considerándose en ocasiones el F#4 e incluso el G4 para los papeles considerados de divo.
En obras corales, en general, cuando un compositor compone una parte para bajo, utiliza un registro más estrecho (más fácil de cantar): desde un G2 a un B3. 

## Tipos de bajo
Véase también Matices vocales
En música clásica, particularmente en ópera, existen distinciones entre los distintos tipos de bajo:

### Bajo profundo
El bajo profundo o bajo noble es un cantante con una voz particularmente profunda (una gran potencia y riqueza en graves), al tiempo, que mantiene los agudos firmes. Algunos ejemplos son: Gottlob Frick, Kurt Moll o Martti Talvela. La ópera Boris Godunov reúne en escena a tres bajos profundos: Boris, Varlaam y Pimen.

### Bajo ligero, o bajo cantante
El bajo ligero o bajo cantante tiene un timbre más ligero que el bajo profundo. El bajo cantante tiene agilidad en la voz, para realizar poderosas melodías. Un ejemplo es el eslovaco Serguéi Kopchák (como Mefistófeles en Mefistófeles de Arrigo Boito); papel de bajo cantante es el de Enrique VIII en Anna Bolena de Donizetti.
Roles
- Duque Barbazul El castillo de Barbazul de Béla Bartók
- Don Pizarro, Fidelio de Ludwig van Beethoven
- Conde Rodolfo, La sonnambula de Vincenzo Bellini
- Blitch, Susannah de Carlisle Floyd
- Mefistófeles, Faust de Charles Gounod
- El rey de Escocia, Ariodante de  Georg Friedrich Händel
- Don Alfonso, Così fan tutte de Wolfgang Amadeus Mozart
- La voz del Oráculo, Idomeneo de Wolfgang Amadeus Mozart
- Boris, Boris Godunov de  Modest Músorgski
- Silva, Ernani de Giuseppe Verdi
- Felipe II, Don Carlos de Giuseppe Verdi
- Conde Walter, Luisa Miller de Giuseppe Verdi
- Ferrando, Il trovatore de Giuseppe Verdi
- Daland, Der fliegende Holländer de Richard Wagner

### Bajo caractère
El bajo caractère es un tipo de voz cercana al bajo cantante que no se usa fuera del repertorio francés. Como el bajo cantante posee una voz grave, pero alta, con un timbre ligero. Un ejemplo es Gidon Saks (como Hagen en El anillo del nibelungo de Wagner).

### Bajo buffo
El bajo buffo, en italiano basso buffo, es un matiz dentro de la extensión vocal del bajo. El buffo tiene comúnmente un papel cómico. No tiene necesariamente el brillo de una voz seria, pero tiene que convencer por su talento cómico. 
Roles
- The Doctor, Wozzeck de Alban Berg.
- Geronimo, Il matrimonio segreto de Domenico Cimarosa.
- Don Pasquale, Don Pasquale de Gaetano Donizetti.
- Dottor Dulcamara, L'elisir d'amore de Gaetano Donizetti.
- Don Alfonso, Così fan tutte de Wolfgang Amadeus Mozart.
- Leporello, Don Giovanni de Wolfgang Amadeus Mozart.
- Osmin, El rapto en el Serrallo de Wolfgang Amadeus Mozart.
- Uberto, La serva padrona de Giovanni Battista Pergolesi.
- Don Bartolo, El barbero de Sevilla de Gioachino Rossini.
- Don Magnífico, La Cenerentola de Gioachino Rossini.
- Haly, L'italiana in Algeri de Gioacchino Rossini.

### Bajo Hoher
El bajo Hoher es un tipo de voz profunda y corta (vendría a significar ‘bajo alto’), muy similar al bajo caractère, que no se utiliza fuera del repertorio alemán. La denominación de este tipo de voz viene del propio Wagner, que escribió ciertos papeles para este tipo de voz como sus Wotan, Alberico, Donner o Fasolt en El anillo del nibelungo. Un ejemplo de bajo hoher sería el bajo danés Stephen Milling como Fasolt.
Roles
- Igor, Príncipe Igor de Alexander Borodin
- Boris y Varlaam, Borís Godunov de Modest Músorgski
- Banquo, Macbeth de Giuseppe Verdi
- Zaccaria, Nabucco de Giuseppe Verdi
- Fiesco, Simon Boccanegra de Giuseppe Verdi
- Klingsor, Parsifal de Richard Wagner
- Wotan Der Ring des Nibelungen de Richard Wagner
- Caspar, Der Freischütz de Carl Maria von Weber

### Bajo-barítono
- Bajo-barítono El bajo-barítono es un tipo de voz que puede desempeñar papeles tanto para bajos como para barítonos pudiendo cantar en ambas tesituras. Ejemplos: Samuel Ramey, José van Dam.

### Bajo lírico
El Bajo lírico es el bajo con voz lírica llegando al E4 con tipo lírico. Enzo Dara fue Bajo lírico especializado en papeles de buffo.